# John Alexander Moore
Pour les articles homonymes, voir John Moore et Moore.
John Alexander Moore est un herpétologiste américain, né le 27 juin 1915 à Charleston, Virginie-Occidentale et mort le 26 mai 2002 à Riverside, Californie.

## Biographie
Il obtient son baccalauréat ès arts à l’université Columbia en 1936. Assistant au département de zoologie de cette institution, il obtient son maîtrise ès arts en 1939. Jusqu’en 1943, il enseigne la zoologie au Brooklyn College et au Queens College et obtient son doctorat en 1940.
De 1942, il travaille au American Museum of Natural History tout en enseignant la biologie au Barnard College (de 1943 à 1968 et en occupant la chaire de zoologie à l’université Columbia. Il passe un an en Australie en 1952-1953.
Il devient membre de la Académie nationale des sciences des États-Unis en 1963, de l’Association américaine pour l'avancement de la science et de diverses autres sociétés savantes.
Moore fait notamment paraître ses Principles of Zoology (1957), Physiology of the Amphibia (1964), Science as a Way of Knowing : The Foundations of Modern Biology (1993) et From Genesis to Genetics : The Case of Evolution and Creationisme (2000). Il décrit de nombreux taxons comme Litoria booroolongensis.

## Source
- (en) Courte biographie Some Biogeographers, Evolutionists and Ecologists : Chrono-Biographical Sketches